# Chaptelat
Chaptelat är en kommun i departementet Haute-Vienne i regionen Nouvelle-Aquitaine i västra Frankrike. Kommunen ligger i kantonen Nieul som tillhör arrondissementet Limoges. År 2022 hade Chaptelat 2 096 invånare.

## Befolkningsutveckling
Antalet invånare i kommunen Chaptelat
| Referens: INSEE |